# 咸興化學工業大學
咸興化學工業大學（朝鲜语：／ Hamhŭng Hwahak Kongŏp Taehak）是北韓的一所以化学工业专业见长的综合性大学，位于咸镜南道咸兴市。